# Legatus Augusti pro praetore
Con il termine di legatus Augusti pro praetore si designava nell'impero romano un governatore di provincia imperiale di rango senatorio munito di imperium delegato dal principe munito di fons honorum.

## Storia

### Riforma augustea
La figura venne istituita da Augusto nel 27 a.C., momento della riforma dell'amministrazione provinciale che il vincitore delle guerre civili impose al Senato. Al fine di assicurarsi il controllo sull'esercito, Augusto pretese il mantenimento dell'imperium sulle provincie non pacate, ovvero sulle province di frontiera, e di nuova acquisizione, nelle quali erano stanziate le legioni.
L'idea non era del tutto nuova, giacché già Pompeo in occasione del conseguimento dell'imperium sulla Spagna Ulteriore nel 58 a.C., decise per opportunità politica di rimanere a Roma e di delegare a propri legati l'amministrazione provinciale. Questo fu senza dubbio il precedente a cui Ottaviano attinse.
Il titolo chiarisce che tali governatori erano dei legati, ai quali Augusto aveva delegato il proprio imperium sulla provincia in cui erano inviati; pro praetore, poiché, secondo quanto riportato da Cassio Dione, questa carica esprimeva sin dai primi tempi della Repubblica una forte connotazione militare. Essi, infatti, durante il mandato erano tenuti a portare l'abbigliamento militare e la spada. Potevano essere di rango consolare (ex-consoli) o di rango pretorio (ex-pretori) in relazione al numero di legioni stanziate sulla provincia di assegnazione. Qualora fosse presente in provincia una sola legione, essi rivestivano anche il comando diretto della legione; se, al contrario, nel territorio provinciale erano stanziate più legioni, il legatus Augusti pro praetore aveva al proprio comando un legatus legionis per ogni legione.
Come il procurator Augusti ed il praefectus Alexandreae et Aegypti (entrambi di ordine equestre), anche il legatus Augusti pro praetore era direttamente scelto dall'imperatore e non aveva limiti temporali al suo mandato. Aveva piena autorità in ambito civile, militare e giudiziario, ma non possedeva, a differenza dei governatori di rango equestre, il controllo sulle finanze provinciali, né si occupava del pagamento dell'esercito al suo comando: per queste mansioni, infatti, aveva piena autorità il procurator Augusti.
| Britannia superiore | provincia imperiale | Legato imperiale di rango consolare | Londinium (Londra, Inghilterra) |
| Britannia inferiore | provincia imperiale | Legato imperiale di rango pretorio  | Eboracum (York, Inghilterra)    |

| Pannonia superiore | imperiale | Legato imperiale di rango consolare | Carnuntum (tra Petronell e Bad Deutsch-Altenburg, Austria) |
| Pannonia inferiore | imperiale | Legato imperiale di rango pretorio  | Aquincum (Budapest, Ungheria)                              |

| Mesia superiore | imperiale | Legato imperiale di rango consolare |                               |
| Mesia inferiore | imperiale | Legato imperiale di rango consolare | Viminacium (Kostolac, Serbia) |

### Tardo Impero romano
Con Gallieno prima, e con Diocleziano poi, il legatus Augusti pro praetore scomparve dall'orizzonte provinciale romano.